# Chinua Achebe
Chinua Achebe (phát âm như "Chi-nu-a A-chê-bê"; 16 tháng 11 năm 1930 - 21 tháng 3 năm 2013) là nhà văn và nhà thơ người Nigeria, nhà phê bình văn học được kính mến và bị tranh cãi, và là một trong những tác giả phổ biến nhất trong thế kỷ 20. Ông là nhà ngoại giao trong chính phủ Biafra không thành công của những năm 1967–1970; các tác phẩm của ông phần nhiều nói về chính trị châu Phi, cách miêu tả châu Phi và người châu Phi ở phương Tây, và các điều rắc rối trong văn hóa và văn minh châu Phi trước thời thuộc địa, cũng như những ảnh hưởng của thuộc địa hóa đối với các xã hội châu Phi.
Tác phẩm chính của Achebe, Quê hương tan rã (Things Fall Apart, 1958), là tiểu thuyết lịch sử nghĩ đến những ảnh hưởng của thuộc địa hóa đối với xã hội của người Igbo; nó được dịch ra 50 ngôn ngữ. Ông nổi tiếng về bài phê bình Joseph Conrad; bài Home and Exile (2001) của ông lập lại ý kiến lâu rằng châu Phi và người châu Phi bị cách ly khỏi đường phát triển xã hội vì những người trí thức châu Âu và phương Tây miêu tả họ không chính xác.

## Tác phẩm

### Tiểu thuyết
- Quê hương tan rã, 1958
- No Longer at Ease, 1960
- Arrow of God, 1964
- A Man of the People, 1966
- Chike and the River, 1966
- Anthills of the Savannah, 1988

### Truyện ngắn
- The Sacrificial Egg and Other Stories, 1962
- Girls at War and Other Stories, 1973
- African Short Stories (thu thập với C.L. Innes), 1985
- Heinemann Book of Contemporary African Short Stories (thu thập với C.L. Innes), 1992
- Civil Peace

### Bài thơ
- Beware, Soul-Brother, and Other Poems, 1971 (xuất bản tại Hoa Kỳ là Christmas at Biafra, and Other Poems, 1973
- Don't let him die: An anthology of memorial poems for Christopher Okigbo (thu thập với Dubem Okafor), 1978
- Another Africa, 1998
- Collected Poems, 2004
- Refugee Mother And Child

### Bài luận và bài phê bình
- The Novelist as Teacher, 1965
- An Image of Africa: Racism in Conrad's "Heart of Darkness", 1975
- Morning Yet on Creation Day, 1975
- The Trouble With Nigeria, 1984
- Hopes and Impediments, 1988
- Home and Exile, 2000

### Sách cho trẻ em
- Dead Men's Path, 1972
- How the Leopard Got His Claws (với John Iroaganachi), 1972
- Marriage Is A Private Affair
- The Flute, 1975
- The Drum, 1978

## Giải thưởng
- 2002: Giải Hòa bình của ngành kinh doanh sách Đức
- 2007: Giải Man Booker quốc tế